# Niklas Edin
Johan Niklas Edin, född 6 juli 1985 i Sidensjö församling, Västernorrlands län,är en svensk curlingspelare. Han har som skipper för Lag Edin (per april 2024) vunnit ett OS-guld, sju EM- och sju VM-guld. Därmed är han den mest framgångsrika europeiska herrskippern genom tiderna.
Förutom de många vinsterna i internationella mästerskap har Edin (ihop med Lag Edin) även ett OS-silver, ett OS-brons, ett VM-silver, två VM-brons och tre EM-silver.

## Biografi

### Bakgrund
Niklas Edin var medlem av det svenska juniorcurlinglag som 2004 vann JVM-guld i kanadensiska Trois-Rivières. Därefter nådde han och laget brons tre år på rad – 2005 i italienska Pinerolo, 2006 i sydkoreanska Jeonju och 2007 i amerikanska Eveleth. På den tiden tävlade han i den lokala klubben Örnsköldsviks CK.

### Internationell seniorkarriär
2008 flyttade Edin till Karlstad, och han blev där medlem av Karlstads CK:s elitsatsande herrlag. Därefter har hans lag (Lag Edin) vid fyra tillfällen representerat Sverige vid olympiska spel. 2010 nådde laget fjärde plats, fyra år senare tog man brons, 2018 blev resultatet en silvermedalj och 2022 tog man guld i Beijing. I regel har Edin varit lagledare (skipper).
2009 vann Edins lag EM-guld i skotska Aberdeen. Därefter har ett lag lett av Edin under 2010-talet vunnit EM vid sex olika tillfällen; det skedde i Karlstad 2012, Champéry 2014, Esbjerg 2015, Renfrewshire 2016, Sankt Gallen 2017 och Helsingborg 2019. Vid ytterligare två tillfällen under decenniet har Lag Edin förlorat EM-finalen.
Även vid VM-tävlingar i curling har Edins lag under 2010-talet varit högst framgångsrika. Förutom ett silver (2017) och två brons (2011 och 2012) har laget tagit sju VM-guld. Dessa erövrades 2013 i kanadensiska Victoria, 2015 i likaledes kanadensiska Halifax, 2018 i Las Vegas, 2019 i Lethbridge, 2021 i Calgary, 2022 i Las Vegas och 2024 i Schaffhausen.
I andra internationella sammanhang har Niklas Edin (med lag) vunnit The Masters Grand Slam of Curling och Tour Challenge (båda 2016) samt Player’s Championship (2017).

### Klubbframgångar
På klubbnivå har Edin från och med 2006 och fram till 2019 vunnit åtta SM-guld. Sex av dem kom i normalt fyrmannaspel, medan två kom i mixed.